# Min arm omkring din hals
Min arm omkring din hals är en sång inspelad av Zemya Hamilton, och utgiven på singel 1989. Texten skrevs av Orup. Musiken komponerades av Orup och Anders Glenmark. Den låg även på filmmusikalbumet för filmen 1939 från samma år. Melodin låg på Svensktoppen i 14 veckor under perioden 15 april 1990, med andraplats som högsta placering där.

## Andra inspelningar
1990 spelades den även in av Vikingarna på albumet Kramgoa låtar 18. och av Per Lindgrens på albumet Min arm omkring din hals.
Orup släppte 1996 låten själv på singel, men då under titeln "Din arm omkring min hals".
2003 spelades den även in av Lisa Norlin på albumet Min starka längtan.

## Listplaceringar
| Lista (1990) | Topplacering |
| ------------ | ------------ |
| Sverige      | 10           |